# شاپور چهارم
شاپور چهارم (به پارسی میانه: 𐭱𐭧𐭯𐭥𐭧𐭥𐭩‎) شاه ارمنستان ایران از ۴۱۵ تا ۴۲۰ میلادی و همچنین مدعی تاج و تخت شاهنشاهی ساسانی در سال ۴۲۰ میلادی بود و توانست مدت کوتاهی فرمانروایی کند.

## زندگی‌نامه
شاپور چهارم پسر یزدگرد یکم و شوشان‌دخت بود، و دو برادر به نام‌های بهرام پنجم (بهرام گور) و نرسه داشت. در هنگام مرگ شاه اشکانی ارمنستان، خسرو چهارم ارمنستان، یزدگرد یکم تصمیم گرفت تا به جای اردشیر چهارم ارمنی، برادرزاده خسرو، تاج شاهی ارمنستان را به پسر ارشد خود شاپور چهارم بدهد. در حین پادشاهی شاپور چهارم در ارمنستان، او راه آشتی و مصالحه را پیش گرفت و روابط دوستانه‌ای با اشراف ارمنستان برقرار کرد. او هر چه می‌توانست کرد تا ارمنیان از دین (زرتشتی) برگشته و مسیحی‌شده را دوباره زرتشتی کند، اما تا حد زیادی ناموفق بود.

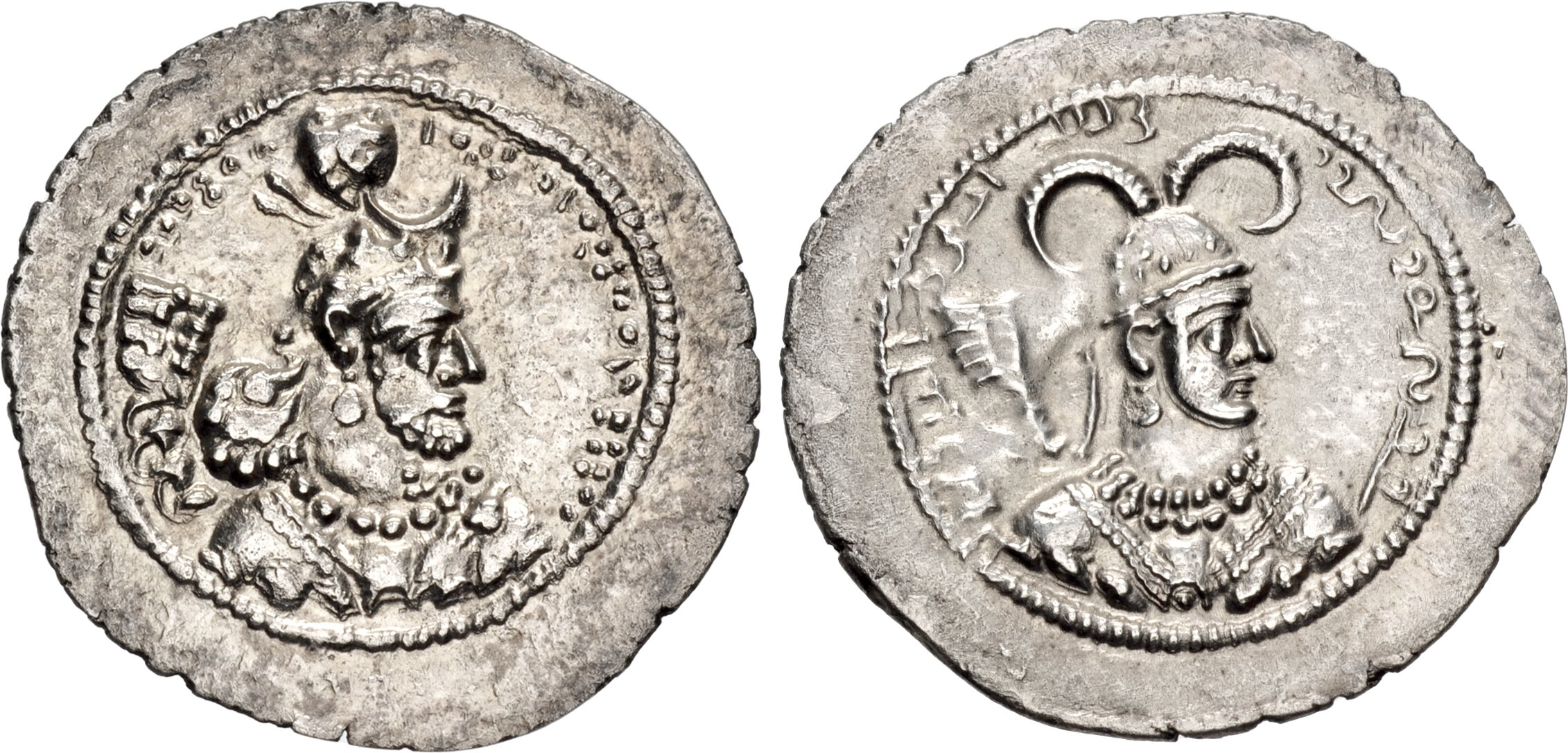
درهم یزدگرد یکم و شاپور چهارم؛ ضرب بین سال های ۴۱۴ تا ۴۲۰ میلادی.

در سال ۴۲۰، یزدگرد یکم توسط اشراف ساسانی در ورکانه کشته شد، این موضوع شاپور را به سرعت به تیسپون کشاند تا تاج و تخت را بستاند. با این حال، او تنها موفق شد مدت کوتاهی شاهنشاه باشد و اشراف و موبدان او را که سعی داشت تمامی فرزندان یزدگرد یکم را بیرون کند، کشتند. پس از قتل شاپور، اشراف، شاهزاده دیگری به نام خسرو، پسر بهرام چهارم را به عنوان شاهنشاه ایران بر تخت نشاندند.

## سکه شناسی
سکه ضرب شده توسط شاپور چهارم با سکه های رایج ساسانی متفاوت است. در روی سکه به‌طور معمول تصویر شاهنشاه ساسانی درج شده اما در پشت سکه به‌جای آتشدان مقدس و دو نگهبان آن، تصویر شاپور چهارم با کلاهی نامتعارف مزین به دو شاخ قوچ دیده می شود. در حاشیه سکه در کنار تصویر شاپور نوشته هایی به خط پهلوی حک شده که ترجمه آن چنین است: «شاپور شاه بزرگ ارمنی ها.» تاریخ ضرب سکه نیز مشخص نیست اما از شواهد مشخص است بین سال های ۴۱۴ تا ۴۲۰ میلادی ضرب شده است. در این سکه نشانی از عناصر آیینی زرتشتی (آتشدان و نگهبانان آن) و معرفی شاه به عنوان برافروزنده آن دیده نمی شود.
تصاویر هر دو شخصیت در رو و پشت سکه بسیار به هم شبیه است. به گونه ای که این دو تنها از نظر داشتن یا نداشتن ریش و سبیل و بلندی موهای سر با هم متفاوت هستند.